# Greenockit
A greenockit (elavult: kadmium-membrán) meglehetősen ritka ásványi anyag a „szulfidok és szulfo-sók” ásványi anyag osztályából. Hatszögletű kristályos rendszerben kristályosodik, amelynek kémiai összetétele a CdS, azaz kémiailag kadmium-szulfid.
A greenockit többnyire földes, poros vagy rozsdamentes bevonat formájában található meg, de ritkán alakít ki kicsi, hemimorf, piramis alakú kristályokat, amelyek mérete körülbelül három centiméter lehet. Az áttetsző vagy átlátszatlan kristályok színe sárgás-narancssárga vagy tégla-vörös színű, az adagolástól függően, és a felületükön gyantaszerű vagy gyémántszerű fényű.

## Etimológia és történelem
Greenockit nevét Charles Cathcart, a második Earl Cathcart, majd jobban ismert Lord Greenock néven kapta, akinek a földjén az ásványt először 1840-ben találták. A Skóciában található Bishopton (Renfrewshire) közelében található Bishopton-alagút a pontos típusú település.
Greenockit először 1840-ben írta le Robert Jameson (1774-1854), a kémiai elemzést Arthur Connell végezte.

## Besorolás
A Strunz szerint az ásványi rendszer elavult, de még mindig általános 8. kiadása szerint a greenockit a szulfidok és szulfosaltok ásványi osztályába tartozik, ott pedig a "szulfidok osztályához, amelyek mólarányú fém: kén, szelén, tellúr = 1: 1", ahol a Cadmoselit, Matrait (2006-ban diskreditált), Rambergit és Wurzit (Wurtzit-2H) együttesen a "Wurtzit sorozat" -kal, a sz. II / C.13.
A Strunz ásványi rendszerének 9. kiadása, amely 2001 óta érvényes és amelyet a Nemzetközi Ásványtani Társaság (IMA) használ, a greenockit osztályba sorolja: "fém-szulfidok M: S = 1: 1 mólarányú (és hasonló)". Ezt tovább osztják a vegyületben domináns fémekké, így az ásvány összetételének megfelelően megtalálható a "cink (Zn), vas (Fe), réz (Cu), ezüst (Ag) stb." Alcsoportban. , ahol a Cadmoselit, Rambergit és Wurzit társaságokkal együtt a "Wurtzitgruppe" a rendszámmal rendelkezik. 2.CB.45 űrlapok.
Az ásványok szisztematikája Dana szerint, amelyet elsősorban az angol nyelvű világban használnak, a greenockitet a "szulfidok és szulfosaltok" osztályba, és ott a "szulfid ásványok" osztályába sorolják. Itt ő is a "Wurtzitgruppe (Hexagonal: P63mc)" a rendszerrel. A "szulfidok - beleértve a szelenideket és a tellurideket - az AmBnXp összetételű alcsoportban található, amelyben (m + n): p = 1: 1" található.

## Kristályszerkezet

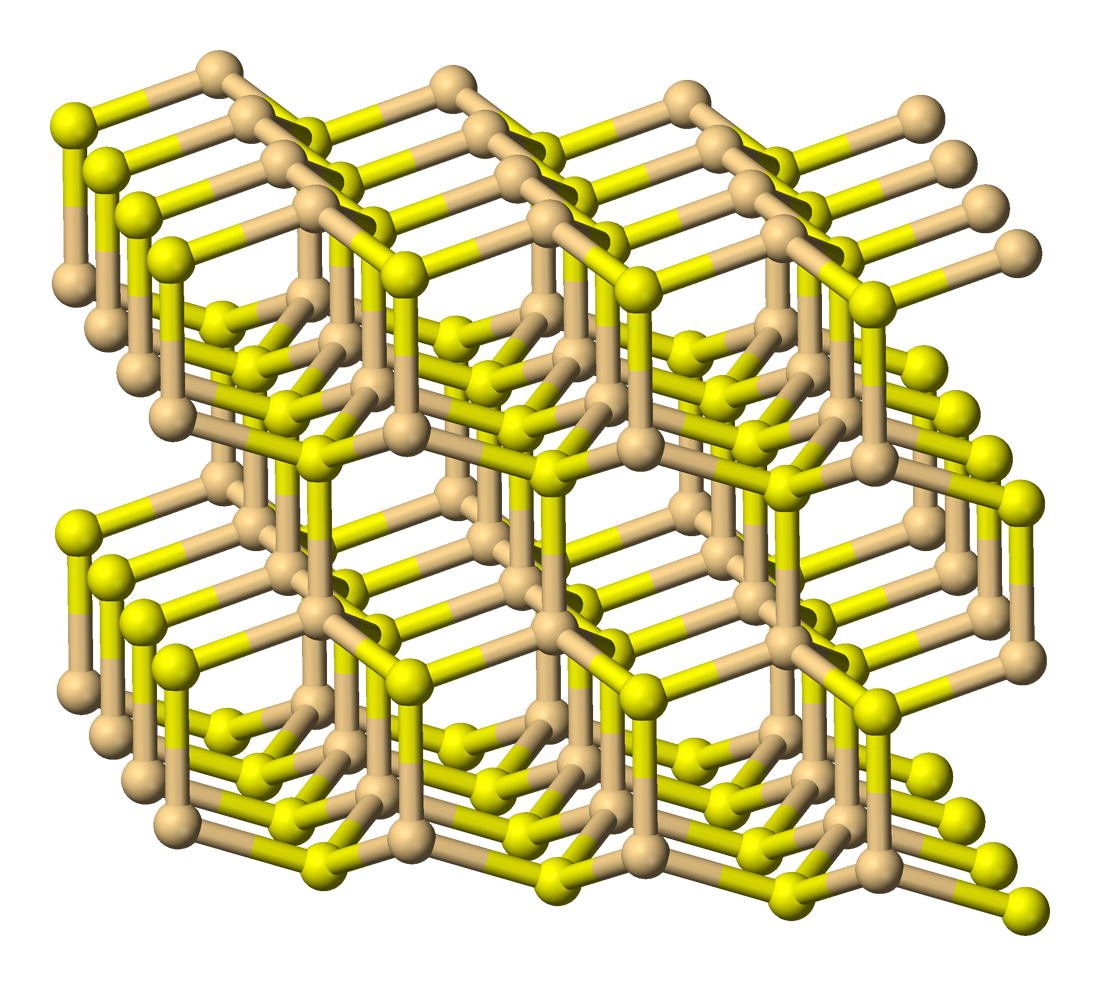
Szerkezet

A greenockit hatszögletben kristályosodik a P63mc tércsoportban (186. számú tércsoport), a rácsos paraméterekkel a = 4,14 Å és c = 6,71 Å, és két sejt egységnyi képlettel. [2] A greenockit kristályszerkezete megegyezik a Wurtzitéval, azaz CdS4 tetraéderből áll. Az egyik kadmiumatomot négy kénatom veszi körül, és fordítva. Az összekapcsolt tetraédereket hatszögletű elrendezésben rétegezzük.

## Módosítások és fajták
A greenockit a kadmium-szulfid két módosításának egyike. A második a kocka alakban kristályosodó hawleyit.

## Képződés és lelőhelyek
A greenockit egy tipikus másodlagos ásvány, így szfaleritből, többek között, időjárási viszonyok vagy metamorfózis formájában képződik, és ropogósan fedezi fel. A vulkáni kőzetek üregeiben is hatalmas növekedés tapasztalható. A kísérő ásványok elsősorban a kalcit, a galena, a prehnit, a szfalerit és a különféle zeolitok. Hatoldalú alapú piramis alakú kristályokként elsősorban az erekben alakul ki.
Meglehetősen ritka ásványi képződményként a greenockit bizonyos helyeken bőséges lehet, de összességében nem túl gyakori. 2015 óta mintegy 600 helyszín ismert. [5]
A helyszínek között szerepel a Bolíviában található Llallagua, a Cseh Köztársaságban a Příbram, a Namumiai Tsumeb-bánya, az osztrák Bleiberg, a Skóciában található Renfrew, a Joplin Field Empire-aknák, a Jasper Co., a Missouri és a három állam körzetében található aknák (Missouri, Oklahoma, Kansas) az Egyesült Államokban. [6]

## Fordítás
Ez a szócikk részben vagy egészben  a   Greenockit című német Wikipédia-szócikk ezen változatának fordításán alapul.  Az eredeti cikk szerkesztőit annak laptörténete sorolja fel. Ez a jelzés csupán a megfogalmazás eredetét és a szerzői jogokat jelzi, nem szolgál a cikkben szereplő információk forrásmegjelöléseként.